# Bariyarpur (Bara)
Bariyarpur (nep. बरियारपुर) – gaun wikas samiti w środkowej części Nepalu w strefie Narajani w dystrykcie Bara. Według nepalskiego spisu powszechnego z 2001 roku liczył on 1413 gospodarstw domowych i 9668 mieszkańców (4627 kobiet i 5041 mężczyzn).